# Francisco Fernández Ordóñez
Francisco Fernández Ordóñez (Madrid, 22 de junio de 1930 - Madrid, 7 de agosto de 1992) fue un abogado y político español muy destacado en los años de la transición política. Desempeñó los ministerios de Hacienda y Justicia bajo la presidencia de Adolfo Suárez y de Exteriores con Felipe González.

## Biografía
Hijo de un ingeniero de caminos, Francisco Fernández Conde, fue el mayor de diez hermanos y estudió en el Colegio del Pilar de Madrid. Licenciado en Derecho por la Universidad Complutense de Madrid, con premio extraordinario de licenciatura, obtuvo por oposición las plazas de fiscal y de inspector de Hacienda. Realizó estudios de posgrado en Estados Unidos, diplomándose por el International Tax Program de la Universidad de Harvard. 
Fue sucesivamente presidente de la delegación española ante la OCDE, secretario general técnico del Ministerio de Hacienda, presidente del Instituto Nacional de Industria –cargo del que dimitió por razones políticas- miembro de la Comisión de los Nueve, que representó a la oposición democrática española al franquismo, fundador del Partido Social Demócrata (que luego sería uno de los integrantes de la coalición UCD), ministro de Hacienda, presidente del Banco Exterior de España, ministro de Justicia y ministro de Asuntos Exteriores.

## Carrera política

### Ministro de Hacienda y Justicia
Siendo ministro de Hacienda, la reforma fiscal de 1977 constituyó un éxito en su vida política ya que supuso la modernización de la tributación española con arreglo al modelo dominante en el resto del mundo occidental, introduciendo el impuesto sobre la renta y le sirvió para ganarse la confianza del presidente Adolfo Suárez, que posteriormente lo nombró ministro de Justicia cuando remodeló su gabinete en septiembre de 1980.  
A pesar de la dimisión de Suárez y su sustitución por Leopoldo Calvo-Sotelo, Fernández Ordóñez continuó siendo ministro de Justicia y desde este cargo impulsó la Ley del Divorcio de 1981 y la reforma del derecho de familia.  Esta reforma supuso un enorme desgaste para su partido dentro de la UCD por en enfrentamiento con la visión conservadora de otros partidos integrantes de la coalición. Finalmente decidió abandonar la UCD y fundar su propio partido, el denominado Partido de Acción Democrática (PAD), aunque no dimitió de su escaño pese a las peticiones de dimisión realizadas desde la dirección de la UCD, en cuyas filas había sido elegido. Su nueva formación política acabó integrándose en el Partido Socialista Obrero Español (PSOE), de manera que, cuando ganaron las elecciones de 1982, Francisco Fernández Ordóñez continuó su actividad política presidiendo el Banco Exterior hasta junio de 1985. Ese año marcó otro punto de inflexión en su vida profesional cuando fue nombrado ministro de Asuntos Exteriores por Felipe González. 

### Asuntos exteriores
Desde este ministerio pudo ser protagonista de la apertura internacional que protagonizó España en la década de 1980 con Felipe González en la presidencia. Como jefe de la cancillería española dirigió las nuevas relaciones bilaterales con Estados Unidos, no exentas de tensión, al tener que negociar la reducción de la presencia de las bases estadounidenses en España, el establecimiento de relaciones diplomáticas con Israel y la entrada en la Unión Europea Occidental. Asimismo, en el primer semestre de 1989 se encargó de conducir con éxito la presidencia española del Consejo de Ministros de la Comunidad Económica Europea y dirigió la integración española en la actual Unión Europea; pero además, su influencia y la de tantos diplomáticos y políticos españoles, hizo que esta organización comenzara a “descubrir” América Latina.
Precisamente durante esos años, España apoyó activamente la celebración de las Cumbres Iberoamericanas de jefes de Estado y de Gobierno. Sin embargo, siendo todos estos momentos de especial significación para el país y para el ministerio dirigido por Fernández Ordóñez, el logro que más le satisfizo fue la celebración en Madrid de la Conferencia Internacional de Paz entre árabes e israelíes, en 1991.[cita requerida]

## Muerte
Desarrolló parte de esa frenética actividad profesional estando gravemente enfermo de cáncer. Murió el 7 de agosto de 1992, un año de extraordinaria relevancia para España y en el que Fernández Ordóñez tuvo una gran importancia en el panorama político: firma del Tratado de Maastricht (y de múltiples tratados de reciprocidad anteriormente firmados por España con Estados para el derecho de sufragio activo), miembro del Consejo de Ministros del gobierno que impulsó la reforma constitucional.

## Familia
Su hermano Miguel Ángel fue gobernador del Banco de España. Su hermano José Antonio fue un destacado Ingeniero de Caminos, Canales y Puertos, su sobrina Inés, filóloga y miembro de la Real Academia Española y su sobrina Ana de la Cueva es la actual presidenta de Patrimonio Nacional.